# Purpurgyvel
Purpurgyvel (Chamaecytisus purpureus), også skrevet Purpur-Gyvel, er en lav busk med en overhængende vækst og rødviolette blomster. Den dyrkes på grund af blomsterne, men også fordi den er tørketålende.

## Beskrivelse
Purpurgyvel er en lav, løvfældende busk med en overhængende til krybende vækst. Barken er først grøn og furet, men senere bliver den lysebrun og glat. Gamle grene får efterhånden en bark, som er brun med lyse, langsgående striber. Knopperne er spredtstillede, grønne og knudeformede. Bladene er trekoblede med spatelformede småblade, der har hel rand og en kort, men markant spids. Oversiden er blank og græsgrøn, mens undersiden er noget lysere og mat. 
Blomstringen foregår i maj-juni, hvor man finder blomsterne enkeltvis eller få sammen i bladhjørnerne. De enkelte blomster er 5-tallige og uregelmæssige (typiske ærteblomster) med lyserøde til violette kronblade. Frugterne er flade bælge med mange frø.
Rodsystemet består af en dybtgående pælerod med mange siderødder.
Højde x bredde og årlig tilvækst: 0,75 x 1,50 m (25 x 50 cm/år). 

## Hjemsted
Arten hører hjemme i Italien, Schweiz og Østrig samt i Balkanlandene. Alle steder er den knyttet til lysåbne voksesteder langs skovkanter, lysninger og i krat med en jord, som er veldrænet og kalkholdig. 
På sydvendte skråninger af det 700 m høje bjerg, Snarnogorska Grmada, som ligger på venstre bred af floden Sava og få km fra Ljubljana, findes blandede løvskove med Dun-Eg og Almindelig Humlebøg som dominerende træarter. Her vokser arten sammen med bl.a. akselrøn, alm. berberis, merian, bjergknopurt, bjerglæbeløs, blodrød storkenæb, grenet edderkopurt, hvid diktam, jordstar, kirsebærkornel, nikkende limurt, pibekvalkved, rundbladet bærmispel, rød kornel, smalbladet klokke, storblomstret fingerbøl, tidlig timian og ægte alpeviol
| Portal | Portal:Botanik |

## Note
1. ↑  Belén Muños Ruano: Comparison of Vegetation between the Saw of Calar del Mundo and Smarnogorska Grmada (engelsk)